# Марта (футболістка)
Ма́рта Вієйра́ да Сі́лва (порт. Marta Vieira da Silva), або просто Марта (нар. 19 лютого 1986, Дос-Ріашус, Бразилія) — бразильська футболістка, нападниця збірної Бразилії і американського «Орландо Прайд». Має також шведське громадянство. Рекордсменка жіночої збірної Бразилії за кількістю забитих м'ячів (112). З 17 голами утримує рекорд за найбільшою кількістю забитих м'ячів на чемпіонатах світу (як серед чоловіків, так і серед жінок). Окрім цього, перший футбольний гравець серед обох статей, який відзначався голами на 5 розіграшах чемпіонату світу, за вищевказаним показником у 2019 році з нею зрівнялася Крістін Сінклер, а також перша футболістка, яка відзначалася голами на 5 Олімпіадах поспіль. На клубному рівні 2004 року разом зі шведським Umeå IK Марта виграла жіночий Кубок УЄФА, а також сім разів ставала чемпіонкою Швеції, виступаючи за різні команди вищевказаної країни.
Марту часто вважають найвидатнішою футболісткою усіх часів. Її шість разів визнавали найкращою гравчинею року за версією ФІФА, п'ять з яких були поспіль (з 2006 по 2010 рік), а востаннє отримувала нагороду — у 2018 році. Друга футболістка світу 2016 року за версією ФІФА, нагороджена на Параді зірок ФІФА. Одна з футболісток збірної Бразилії, яка завоювала срібну медаль на літніх Олімпійських іграх 2004 та 2008 років. Вона також була нагороджена «Золотим м'ячем» (MVP) на молодіжному жіночому чемпіонаті світу (U-19) 2004 року, а після перемоги збірної Бразилії у фіналі чемпіонату світу 2007 року виграла «Золотий м'яч» як найкраща гравчиня та нагороду «Золота бутса» як найкраща бомбардирка турніру.
У січні 2013 року обрана одним із шести послів чемпіонату світу з футболу 2014 у Бразилії разом з Амарілдо, Бебето, Карлосом Альберто Торресом, Роналду та Маріо Загалло. Вона з'явилася у документальному серіалі Sveriges Television «Інший спорт» 2013 року.
У серпні 2016 року Марта стала однією з восьми спортсменів, які несла олімпійський прапор на Олімпійських іграх у Ріо-де-Жанейро.
Призначена Генеральним секретарем Організації Об'єднаних Націй захисницею Цілей сталого розвитку. ЦСР — це 17 глобальних цілей, поставлених з надією зробити світ кращим, а 17 захисників призначені для їх досягнення.

## Клубна кар'єра

### Початок кар'єри
Марту помітила бразильська тренерка Елена Пачеко, коли дівчині було 14 років. Після виступів за молодіжну команду «ССА Масейо» у 2000 році розпочала професійну кар'єру у «Васко да Гамі». Через два роки перейшла до «Санта-Крус», невеликого клубу в штаті Мінас-Жерайс, де вона грала ще два сезони, перш ніж приєднатися до шведського «Умео».

### «Умео»
Напередодні старту сезону 2004 року приєдналася до шведського «Умео». У вищевказаному сезоні разом з командою вийшла до фіналу жіночого кубку УЄФА, де з загальним рахунком 8:0 шведки обіграли «Франкфурт», а Марта у 2-матчевій дуелі відзначилася 3 голами. Марта відзначилася 22 голами в чемпіонаті, а також відзначилася єдиним голом своєї команди у фіналі національного кубку проти «Юргордена», в якому «Умео» поступився з рахунком 1:2.
Її другий сезон (2005) у команді завершився тим, що Марта відзначилася 21 голом, а «Умео» виграв чемпіонат, не зазнавши жодної поразки. У фіналі національного кубку «Умео» знову поступився «Юргордену» (1:3). При цьому раніше в чемпіонаті «Юргорден» поступився вище вказаному супернику з рахунком 0:7.
У 2006 році «Умео» знову виграв чемпіонат без жодної поразки, а Марта, як і минулого року, з 21 голом стала найкращою бомбардиркою ліги. Умео здобув сумарну перемогу над норвезьким «Колботном» у Кубку УЄФА з рахунком 11:1, а Марта забила двічі в обох матчах. Втретє поспіль зіграла у програному (2:3) фіналі Кубку Швеції, коли її команда поступилася ФК «Лінчепінг».

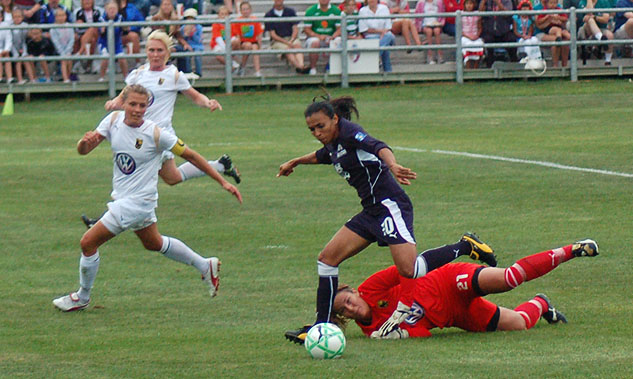
Марта в матчі Всіх зірок WPS 2009 року в поєдинку проти «Умео».

Сезон 2007 року став відносно успішним для «Умео», клуб виграв обидва чемпіонати, в яких випередили на дев'ять очок «Юргорден», та Кубок Швеції, перемігши у фіналі АІК з рахунком 4:3. Марта відзначилася хет-триком у вище вказаному матчі, а останнім (переможним) голом відзначилася за три хвилини до завершення ігорового часу. Загалом відзначилася 25 голами, поступившись одним голом найкращій бомбардирці чемпіонату Швеції Лотті Шелін. У жіночому Кубку УЄФА «Умео» вчетверте вийшов до фіналу, але з загальним рахунком 0:1 зазнав поразки від «Арсеналу».
У сезоні 2008 року Умео та Марта виграли черговий титул чемпіона Швеції. Після закінчення сезону виникли чутки щодо майбутнього Марти, і через два місяці, у день нагородження найкращого гравця року за версією ФІФА у січні 2009 року, Марта оголосила, що гратиме за американську команду «Лос-Анджелес Сол» протягом наступних трьох років. На прохання Марти, лос-анджелеський клуб також придбав в «Умео» Йоганну Фріск, що призвело до повідомлення шведським спортивним ведучим TV4 Патріка Еквальла про те, що Марта та Фріск — лесбійська пара. Обидві гравчині заперечували, що це правда.
Життя та футбольну майстерність Марти зобразили 2005 року в документальному фільмі шведського теебачення під назвою «Марта — двоюрідна сестра Пеле».

### «Лос-Анджелес Сол»
У січні 2009 року під час нагородження званням найкращого гравця року за версією ФІФА, Марта оголосила, що приєднається до команди Women's Professional Soccer (WPS) «Лос-Анджелес Сол», з яким напередодні старту дебютного сезону розіграшу вище вказаного турніру уклала 3-річний договір. Про своє підписання вона сказала наступні слова: «Для мене найголовніше — це бути в місці, де грають найкращі гравці світу, і це те, що вони намагаються зробити тут. Американська ліга вважається однією з найкращих у світі, тому зараз мені довелося перейти сюди».
З десятьма голами та трьома передачами стала найкращим бомбардиром чемпіонату сезону 2009 року. «Сол» виграли регулярний чемпіонат США, але в фіналі плей-оф з рахунком 0:1 поступилися «Скай Блу».

### «Сантос»
Під час міжсезоння з «Лос-Анджелес Сол» вона підписала 3-місячну орендну угоду з «Сантосом», щоб зіграти на Кубку Лібертадорес та в Кубку Бразилії. Марта допомогла своєму клубу виграти обидва вище вказані турніри, у тому числі відзначилася голом у фіналі кубку Лібертадорес та двома голами — у фіналі кубку Бразилії.

### «Голд Прайд»

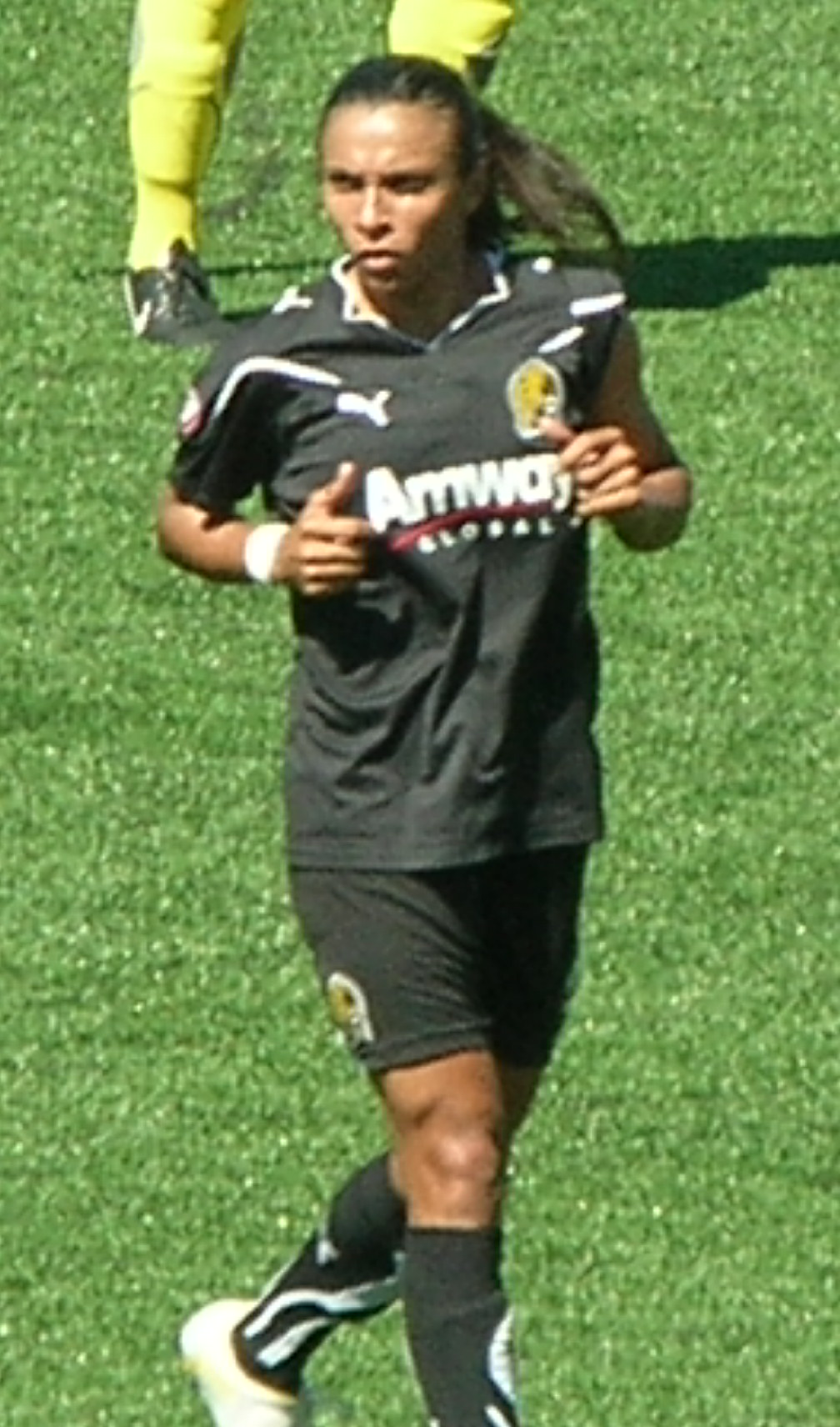
Марта під час виступів у WPS Championship 2010

У січні 2010 року «Сол» припинив своє існування й права на Марту та її товаришів по команді були виставлені на розширеному драфті WPS 2010 року. Права на Марту придбав «Голд Прайд» як свій перший вибір. Бразилійка зіграла у всіх 24 матчах «Прайду» та відзначилася 19 голами, завдяки чому другий рік поспіль вона отримала MVP WPS та Золоту бутсу WPS.
Марта також зіграла у матчі Всіх зірок WPS 2010, де вона була капітаном однієї з команд як найкращих футболісток за результатами міжнародного голосування. Допомогла привести «Голд Прайд» до чемпіонства за результатами регулярного сезону, а дві передачі та гол у фіналі плей-оф WPS проти «Філадельфії Індепенденс» принесли їй відзнаку MVP матчу. 17 листопада 2010 року, після припинення існування «Голд Прайду», стала вільним агентом.

### Повернення до «Сантуса»
16 грудня 2010 року «Сантус» презентував Марту як новачка команди. Вона підписала з клубом 2-місячний контракт, який потенційно повинен був продовжитися до 1 року, але цього не сталося. Рада директорів підтвердила, що завершує переговори з клубом щодо входження клубу до жіночої футбольної ліги США на 2011 рік. Однак, згідно з регламентом змагань, у клубі могло бути лише п'ятеро бразильських гравчинь — Марта та ще чотири футболістки.

### «Вестерн Нью-Йорк Флеш»
25 січня 2011 року Марта приєдналася до своєї третьої за три роки команди WPS — новачка турніру «Вестерн Нью-Йорк Флеш», яка взяла на себе третій рік її контракту з «Голд Прайд». 2 голи та 4 результативні передачі Марти стали вирішальними на старті нового сезону 2011 року, де в перших чотирьох матчах «Флеш» здобули 3 перемоги та зазнали однієї поразки.
Нападниця «Вестерн Нью-Йорк Флеш» Марта допомогла своїй команді виграти регулярну частину чемпіонату, відзначившись своїм 10-им голом за сезон у переможному (2:0) поєдинку проти «Атланти Біт», на шляху до здобуття третьої поспіль нагороди PUMA Golden Boot. Зірка бразильського футболу виграла нагороду за додатковими показниками у нападниці «Флеш» Крістін Сінклер, завдяки кращій результативності, порахованій за допомогою середньої кількості забитих м'ячів за гру.

### «Тиреше»

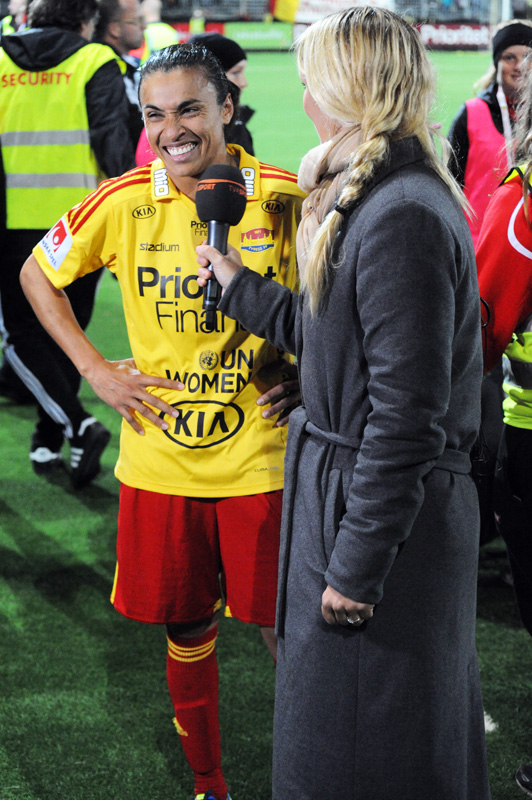
Марта під час інтерв'ю Анні Бролін з телеканалу TV4 у 2013 році

Оскільки WPS скасувала сезон 2012 року, Марта вирішила повернутися до шведського Дамалсвенскана. 22 лютого 2012 року вона підписала 2-річний контракт із «Тиреше». Її надзвичайно високу зарплату розмірі близько 400 000 доларів за сезон сплачували зовнішні спонсори, а не клуб, заявили його власники. «Тиреше» вперше в сезоні 2012 року виграв титул переможця Дамалсвенскана, а Марта отримала п'яту медаль переможця чемпіонату.
Відзначилася двома голами у програному (3:4) фіналі жіночої ліги чемпіонів 2013/14 проти німецького «Вольфсбурга». У 2014 році Тиресе зазнав фінансового краху й знявся по ходу сезону 2014 року з Дамалсвенскану, всі результати команди анулювали, а гравці стали вільними агентами. Адміністративна рада округу Стокгольм опублікувала заробітну плату гравців, показавши, що Марта заробляла 168 000 шведських крон на місяць.
Оскільки новина про фінансові труднощі Тиреше швидко поширилася, Марту пов'язували з переходом до «Овалдснеса». Але президент клубу норвезького Топпсерієна попередив, що їй доведеться істотно скоротити зарплату. Також повідомлялося, що «Парі Сен-Жермен» цікавилися Мартою та її партнеркою по «Тиреше» Каролін Сегер.

### «Русенгорд»
У липні 2014 року підписала 6-місячний контракт з чинним чемпіоном Швеції ФК «Русенгорд». Перебуваючи у складі «Русенгорда» Марта вигравала титул чемпіона Дамалсвенскану у 2014 та 2015 роках, кубку Швеції — у 2016 році, а також Суперкубку Швеції — у 2015 та 2016 роках.

### «Орландо Прайд»
Після того, як «Русенгорд» програв «Барселоні» у чвертьфіналі жіночої Ліги чемпіонів УЄФА, Марта приєдналася до «Орландо Прайд» вільним агентом, оскільки «Русенгорд» погодився розірвати з нею контракт. Новий контракт Марти було розраховано на два роки, з можливістю продовження ще на 1 рік. У своєму першому сезоні в «Орландо» посіла друге місце в чемпіонаті як за кількістю забитих м'ячів, так і за гольовими передачами, а її товариші по команді визнали MVP. «Прайд» завершив сезон на третьому місці, отримавши можливість вперше зіграти в плей-оф, де в півфіналі програв «Портленд Торнз».

## Кар'єра в збірній
26 липня 2007 року Марта та жіноча збірна Бразилії обіграли збірну США U-20 та виграли Панамериканські ігри 2007 на стадіоні Маракана в присутності 68 000 глядачів. Бразильські вболівальники порівнювали її з великим Пеле, називаючи Марту «Пеле в спідниці». Сам Пеле погодився з таким порівнянням. Марта повідомила, що Пеле подзвонив їй, щоб привітати з перемогою, і що вона була надзвичайно рада почути, що один з найкращих гравців у світі стежив за матчами її команди. Після цього на стадіоні відбиток її ніг було зафіксовано у цементі, ставши, таким чином, першою жінкою, яка отримала цю честь.
Разом зі збірною Бразилією брала участь у чемпіонаті світу з футболу 2007 року, бразильська збірна пройшла груповий етап, вигравши усі три матчі, Марта відзначилася 4 голами. У чвертьфіналі Бразилія здобула перемогу над Австралією з рахунком 3:2, а Марта відзначилася голом з пенальті. У півфіналі відзначилася двічі, а Бразилія виграла з рахунком 4:0 обіграла Сполучені Штати. У фіналі турніру бразилійки з рахунком 0:2 поступилися Німеччині. Марта в середині другого тайму не реалізувала пенальті, який би зрівняв рахунок у матчі. Вона завершила чемпіонат світу 2007 року володаркою «Золотого м'яча» як найкраща гравчиня чемпіонату та «Золотої бутси» як найкраща бомбардирка турніру зі сімома забитими м'ячами.

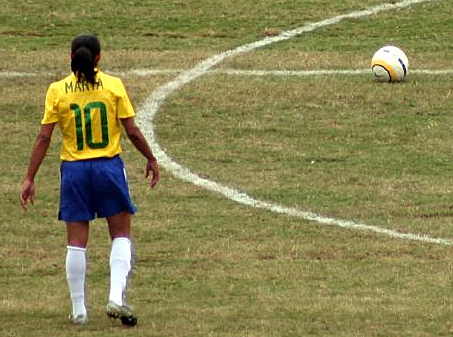
Марта у грі за збірну Бразилії

Також брала участь в Олімпійських іграх 2008 року в Пекіні, де завоювала срібну медаль. Після її особистого поєдинку у фіналі з воротарем Сполучених Штатів Гоуп Соло, поразка з рахунком 0:1 принесла Марті третю поспіль срібну медаль на великих міжнародних турнірах.
Марта була частиною збірної Бразилії на чемпіонаті світу 2011 року, де Бразилія у чвертьфіналі поступилася США. Вона відзначилася чотирма голами та двома передачами на турнірі, щоб разом з Біргіт Прінц посіла 14-те місце у загальному списку бомбардирів жіночого чемпіонату світу. Також отримала срібну бутсу як другий найкращий бомбардир турніру. З першого дотику на турнірі проти Австралії Марта викликала серйозні глузування з боку уболівальників місцевої команди та команд-суперниць.
Під час свого четвертого чемпіонату світу 2015 року стала найкращою бомбардиркою жіночого турніру з 15 голами, зокрема забила другий м'яч у дебюті Бразилії проти Південної Кореї. Бразилія програла Австралії у 1/8 фіналу.
Під час чемпіонату світу 2019 року стала першим гравцем, як серед чоловіків, так і серед жінок, який відзначався забитими м'ячами на п'яти розіграшах чемпіонату світу, сталося це завдяки тому, що Марта реалізувала пенальті у матчі другого туру групового етапу проти Австралії. У наступному матчі реалізувала ще один пенальті, цього разу у ворота Італії, завдяки чому з 17 голами стала одноосібним найкращим бомбардиром чемпіонатів світу, як серед чоловіків, так і серед жінок. Після того, як Бразилія господарям Франції у 1/8 фіналу, Марта дала емоційне інтерв'ю телевізійним камерам, де вона просила бразильських дівчат продовжити спадщину старших легенд, таких як вона, Форміга та Крістіан. Вона благала їх «більше цінувати [жіночий футбол]» і «плакати спочатку, щоб ви могли посміхнутися в кінці». Під час турніру це інтерв'ю набуло вірусного характеру, воно отримало десятки тисяч репостів у Твіттері. За цей період часу Марта увійшла в топ-10 найпопулярніших футболістів у світовому рейтингу Вікіпедії.
21 липня 2021 року вона двічі відзначилася голами у переможному (5:0) поєдинку проти Китаю, щоб стати першою гравчинею, яка забивала м'ячі на п'яти поспіль Олімпіадах.

## Стиль гри

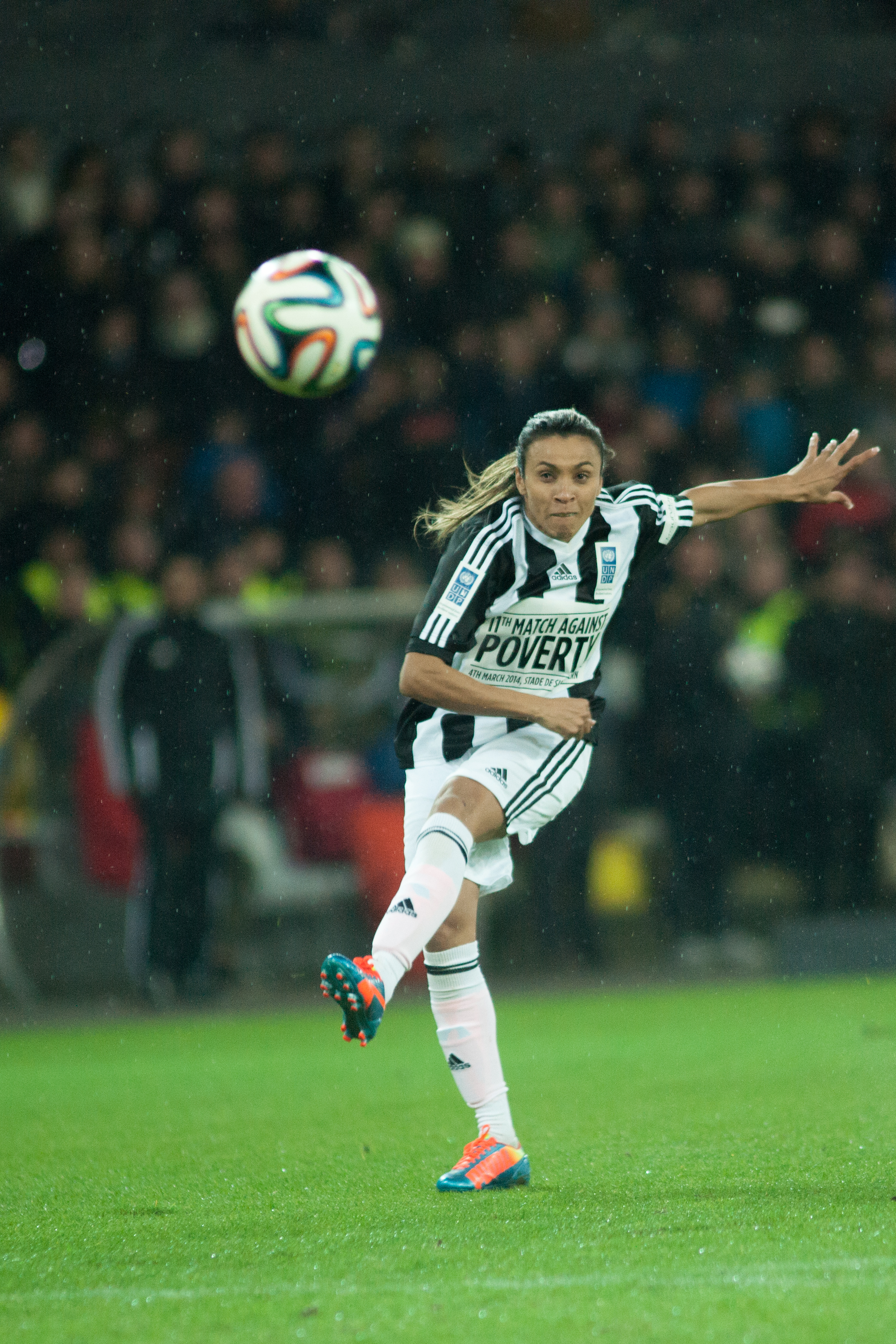
Марта в 2014 році

Невисока, швидка, але міцна й наполеглива гравчиня, Марта славиться своїм гольовим чуттям, швидкими ногами та винятковою майстерністю у роботі з м'ячем, за що отримує порівняння з Роналдінью, Ромаріу та Пеле. Окрім бачення поля та технічних навичок, Марта також відома своєю інтенсивністю під час дриблінгу на швидкості. Марта здатна грати на декількох атакувальних позиціях: вона розпочала свою кар'єру на позиції атакувальної півзахисниці як класична 10-ка, згодом — як відтягнута нападниця та чиста нападниця («страйкер») або навіть вінгер — позиція, яка дозволяла їй вриватися з глибини поля й стріляти по воротах сильнішою лівою ногою. Хоча вона насамперед відома своєю творчістю, випадковим створенням моментів та здатністю грати зі своїми товаришами по команді як відтягнутого плеймейкера, Марта — результативний бомбардир, яка відома своїми вражаючими здібностями; також точна з пенальті та штрафних ударів. Окрім футбольних здібностей, Марта також вирізняється своїми лідерськими якостями.

## Особисте життя
У Марти троє братів і сестер: Жозе, Валдір та Анжела. Батьки — Альдаріо та Тереза. Її батько покинув сім'ю, коли Марта була немовлям. Вільно володіє португальською, шведською та англійською мовами. 11 жовтня 2010 року Марту призначили послом доброї волі ООН. Вона католичка і стверджує, що Бог для неї дуже важливий, хоча й не часто ходить до церкви. У 2016 році включена до списку 100 жінок BBC.
Станом на 14 березня 2017 року стала громадянкою Швеції, але заявила, що збереже своє громадянство Бразилії.
У січні 2021 року, після декількох років побачень, Марта оголосила, що заручена з партнеркою по команді «Орландо Прайд» Тоні Пресслі. Вона отримала зелену карту США в лютому 2021 року, що надало їй статус постійного проживання, а також кваліфікувало її як національного гравця для реєстрації в NWSL. Згодом заручини було скасовано.
З 2022 року Марта перебуває у стосунках зі своєю товаришкою по команді «Орландо Прайд» Керрі Лоуренс. У серпні 2024 року вони оголосили про заручини.

## Статистика виступів

### Клубна
Станом на 4 липня 2021
| Клуб                    | Сезон             | Ліга                           | Ліга  | Ліга | Кубок | Кубок | Конт. кубок | Конт. кубок | Загалом | Загалом |
| Клуб                    | Сезон             | Дивізіон                       | Матчі | Голи | Матчі | Голи  | Матчі       | Голи        | Матчі   | Голи    |
| ----------------------- | ----------------- | ------------------------------ | ----- | ---- | ----- | ----- | ----------- | ----------- | ------- | ------- |
| «Лос-Анджелес Сол»      | 2009              | Women's Professional Soccer    | 20    | 10   | —     | —     | —           | —           | 20      | 10      |
| «Сантос»                | 2009              | Серія A                        | —     | —    | 7     | 18    | 6           | 7           | 13      | 25      |
| «Голд Прайд»            | 2010              | WPS                            | 25    | 20   | —     | —     | —           | —           | 25      | 20      |
| «Сантос»                | 2011              | Серія A                        | —     | —    | —     | —     | 4           | 2           | 4       | 2       |
| «Вестерн Нью-Йорк Флеш» | 2011              | WPS                            | 15    | 10   | —     | —     | —           | —           | 15      | 10      |
| «Тиреше»                | 2012              | Дамаллсвенскан                 | 21    | 12   | 4     | 4     | —           | —           | 25      | 16      |
| «Тиреше»                | 2013              | Дамаллсвенскан                 | 15    | 12   | 1     | 1     | 8           | 7           | 24      | 20      |
| «Тиреше»                | 2014              | Дамаллсвенскан                 | 2     | 3    | 1     | 1     | —           | —           | 3       | 4       |
| «Тиреше»                | Загалом           | Загалом                        | 38    | 27   | 6     | 6     | 8           | 7           | 52      | 40      |
| «Русенгорд»             | 2014              | Дамаллсвенскан                 | 9     | 5    | 5     | 2     | 6           | 4           | 20      | 11      |
| «Русенгорд»             | 2015              | Дамаллсвенскан                 | 21    | 8    | 5     | 5     | 6           | 5           | 32      | 18      |
| «Русенгорд»             | 2016              | Дамаллсвенскан                 | 19    | 13   | 4     | 0     | 6           | 0           | 29      | 13      |
| «Русенгорд»             | Загалом           | Загалом                        | 49    | 26   | 14    | 7     | 18          | 9           | 81      | 42      |
| «Орландо Прайд»         | 2017              | National Women's Soccer League | 24    | 13   | —     | —     | —           | —           | 24      | 13      |
| «Орландо Прайд»         | 2018              | National Women's Soccer League | 17    | 4    | —     | —     | —           | —           | 17      | 4       |
| «Орландо Прайд»         | 2019              | National Women's Soccer League | 14    | 6    | —     | —     | —           | —           | 14      | 6       |
| «Орландо Прайд»         | 2020              | National Women's Soccer League | 4     | 0    | —     | —     | —           | —           | 4       | 0       |
| «Орландо Прайд»         | 2021              | National Women's Soccer League | 9     | 1    | 4     | 0     | —           | —           | 13      | 1       |
| «Орландо Прайд»         | Загалом           | Загалом                        | 68    | 24   | 4     | 0     | 0           | 0           | 72      | 24      |
| Усього за кар'єру       | Усього за кар'єру | Усього за кар'єру              | 215   | 117  | 31    | 31    | 36          | 25          | 282     | 173     |

1. ↑  Серія за вибування NWS

## Досягнення

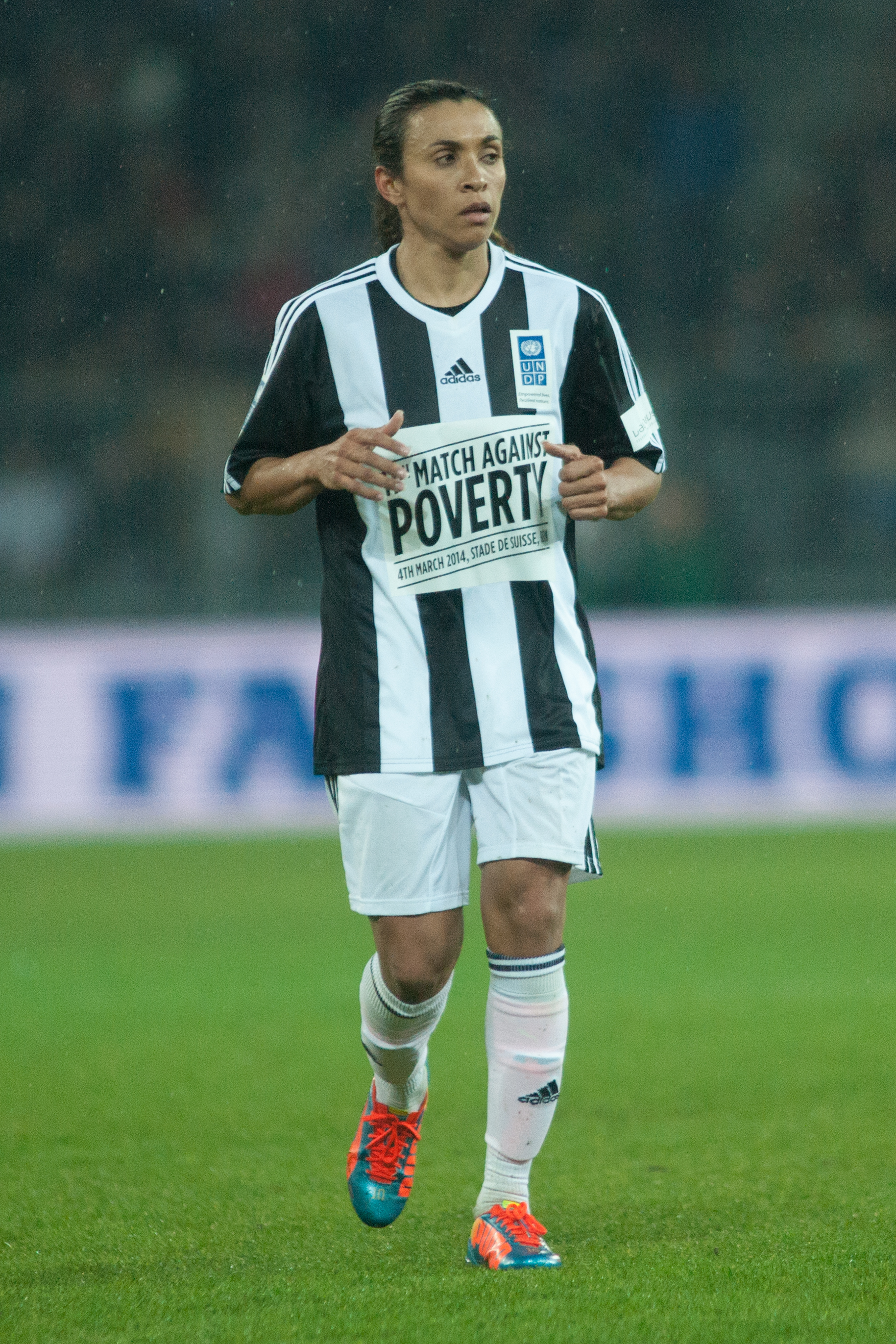
Марта в Матчі проти бідності 2014 році, Берн, Швейцарія

### Клубні
«Умео»
- Дамаллсвенскан
  -  Чемпіон (4): 2005, 2006, 2007, 2008[64]

- Кубок Швеції
  -  Володар (1): 2007

- Ліга чемпіонів
  -  Чемпіон (1): 2003/04[64]
  -  Срібний призер (2): 2006/07, 2007/08[64]

«Сантос»
- Кубок Бразилії
  -  Володар (1): 2009[64]

- Кубок Лібертадорес
  -  Володар (1): 2009[64]

«Голд Прайд»
- WPS Championship
  -  Чемпіон (1): 2010[64]

«Вестерн Нью-Йорк Флеш»
- WPS Championship
  -  Чемпіон (1): 2011[64]

«Тиреше»
- Дамаллсвенскан
  -  Чемпіон (1): 2012[64]

- Ліга чемпіонів
  -  Чемпіон (1): 2013/14[64]

«Русенгорд»
- Дамаллсвенскан
  -  Чемпіон (2): 2014, 2015[64]

### Збірна
- Панамериканські ігри
  -  Чемпіон (2): 2003, 2007[64]

- Чемпіонат Південної Америки
  -  Чемпіон (3): 2003, 2010, 2018[64][65]

- Чемпіонат світу
  -  Срібний призер (1): 2007[64]

- Літні Олімпійські ігри
  -  Срібний призер (3): 2004, 2008[64], 2024

### Індивідуальні
- Гравець року ФІФА[66]: 2006, 2007, 2008, 2009, 2010, 2018
- Найкраща футболістка світу за версією ФІФА: 2016 (№ 2)[67]
- FIFPro World XI: 2016, 2017, 2019[68]
- Найкраща бомбардирка Дамаллсвенскану: 2004, 2005, 2008
- Золота бутса молодіжного жіночого чемпіонату світу: 2004[64]
- Золота бутса жіночого чемпіонату світу (1): 2007
- Золота бутса Women's Professional Soccer (3): 2009[64], 2010[64], 2012[64]
- Золота бутса Кубку Америки: 2010
- 20 найкращих спортсменок десятиліття, які ілюструють спорт (2000—2009) (#7)
- Найкращий плеймейкер серед жінок за версією IFFHS: 2012
- Жіноча збірна світу за версією IFFHS: 2018
- Найкраща футболістка світу за версією IFFHS 2011—2020 років[69]
- Найкраща футболістка КОНМЕБОЛ за версією IFFHS 2011—2020 років[70]
- Жіноча футбольна збірна світу за версією IFFHS 2011—2020 років[71]
- Жіноча футбольна збірна КОНМЕБОЛ за версією IFFHS 2011—2020 років[72]

### Рекорди
- Найкращий бомбардир в історії чемпіонатів світу: 17 голів[73][74]